# Dean Monroe
Pour les articles homonymes, voir Monroe.
Dean Monroe est un acteur australien de films pornographiques gays né le 7 juillet 1972 à Melbourne.

## Carrière
Acteur chez Falcon Studios, où il a tourné plus de quinze films. Il est surtout connu pour des rôles de passif.
Il apparaît dans le controversé The Raspberry Reich de Bruce LaBruce en 2004. Il joue le rôle du diable dans Heaven to Hell, où il tente l'ange Brad Patton.
Dans Black Balled 5 il joue un acteur blanc passif pour tout le staff noir de la série dans laquelle il tourne, plan organisé secrètement par son bodygard

## Vidéographie partielle
- 2004 : The Raspberry Reich de Bruce LaBruce
- 2004 : Taking Flight de Chris Steele avec Matthew Rush, Arpad Miklos, Jean Franko
- 2005 : Heaven to Hell de Chi Chi LaRue
- 2006 : Riding Hard de Chris Steele avec Roman Heart, Matthew Rush, Mason Wyler
- 2006 : Blue de Steven Scarborough avec Arpad Miklos, Rafael Alencar
- 2006 / Black balled 5 de Chi Chi LaRue avec  Aron Ridge, Eddie Diaz, Jack Simmons, Marc Williams, Kamrun Asscher, James Del Long, Malik, Nick Da Cannon,
- 2007 : Instinct de Chris Ward avec Jake Deckard, François Sagat, Fred Faurtin
- 2010 : Passion de Michael Lucas et Mr. Pam avec Jonathan Agassi, Rafael Alencar, Rafael Carreras
- 2011 : Addicted To Cock
- 2011 : Tapped
- 2012 : Deep Inside 2
- 2013 : Hot And Cold
- 2013 : Passionate Interludes
- 2014 : Horny Hunks

## Récompenses
Nommé depuis 2005 aux Grabby Awards, il en intègre le "Wall of Fame" en 2011. L'année suivante, il reçoit un Grabby Award, partagé avec Kayden Hart.